# Alí ibn Abi-Tàlib
Abu-l-Hàssan Alí ibn Abi-Tàlib al-Haiximí (àrab: أبو الحسن علي بن أبي طالب الهاشمي, Abū l-Ḥasan ʿAlī ibn Abī Ṭālib al-Hāximī), més conegut simplement com a Alí ibn Abi-Tàlib (La Meca, 23 d'octubre de 598 o 600 o 17 de març de 599 o 600 – Kufa, 27 de gener del 661), va ser un dels primers musulmans, quan només tenia deu o onze anys i va ser el quart califa de l'islam (656-659). Els musulmans xiïtes el consideren el primer i únic legítim imam. Fou fill d'Abu-Tàlib i cosí del profeta Muhàmmad, que el va educar i adoptar com a fill i el va casar amb la seva filla Fàtima az-Zahrà. Quan l'hègira, Alí hauria ocupat el lloc del Profeta al seu llit, quan els que pretenien assassinar el Profeta van entrar a casa seva per matar-lo.
Va néixer cap a l'any 598. Quan tenia sis anys, va deixar la casa del seu pare i es va posar sota la protecció de Mahoma. El seu parentiu amb el Profeta incloïa la condició de cosí, fill adoptiu i gendre, pel seu casament l'any 622 amb Fàtima, filla de Mahoma i de la seva primera muller Khadija bint Khuwàylid.
Va participar en totes les expedicions del Profeta, com a portaestendard i dues vegades com a general, a Fadak el 627/628 i al Iemen el 632. Va lluitar en la batalla de Badr el 624, en la campanya de Khàybar i en la batalla d'Hunayn el 630, de manera destacada. Després de la mort del Profeta ja no va tornar a lluitar, fins a les batalles del Camell el 656 i Siffín el 657.

## Noms i títols
Diversos noms i títols han estat atribuïts a Ali en fonts històriques islàmiques, alguns dels quals expressen les seves característiques personals i d'altres es deriven de certes parts de la seva vida. La seva mare Fàtima el va anomenar Haydar (lleó) després del seu naixement, però el seu pare va triar Ali com el seu nom.
La paraula "Alí" significa sublim i excels. Aquesta paraula mai no es va fer servir com a nom de persona en àrab antic abans d'Alí. Diverses narracions relacionen el nom d'Alí amb la superioritat d'Alí en coneixement, magnanimitat, pietat, valentia, simpatia, etc. Al-Siddiq al-Akbar, al-Wasí (testamentari del profeta), al-Walí (protector), al-Farúq (qui separa la veritat del fals) i Ya'súb al-Din (gran líder religiós) són els seus altres títols. Les seves kunyes més famoses són Abu Turab i Abul Hassan.
El seu títol més famós entre els duodecimans xiïtes és Amir al-Mu'minín, que consideren exclusiu d'Ali. I segons les fonts xiïtes, Déu va donar aquest títol a Alí, anunciant-ho pel Profeta de l'Islam a Ghadir Jum i es va demanar a tots els musulmans que el tractessin amb aquest títol. Entre els sunnites, l'oració "Karama Al-lah Wayhah" (que Déu honori la seva cara perquè no es postrava davant de cap ídol) es col·loca exclusivament després del nom d'Alí i no s'utilitza per a altres companys del Profeta.

## Els califats d'Abu-Bakr i Uthman
En ser elegit califa Abu-Bakr as-Siddiq, va refusar reconèixer-lo com a califa durant sis mesos. Tanmateix, després en fou conseller, i també ho fou d'Umar ibn al-Khattab sense tenir cap càrrec excepte el de lloctinent a Medina durant el viatge d'Umar a Síria i Palestina. En arribar al poder Uthman ibn Affan, el va acusar diverses vegades d'ignorar l'Alcorà. Assassinat Uthman, els omeies van fugir de Medina i l'oposició va quedar dominant la situació. Es va demanar a Alí d'acceptar el califat que suposadament va rebre el 18 de juny del 656, esdevenint el quart califa de l'Islam (656-659). En acceptar el nomenament de part d'algunes de les persones que havien participat en la mort d'Uthman, va ser acusat de participació en el crim, especialment per Muàwiya, governador de Síria i cosí d'Uthman.

## La primera Guerra civil islàmica

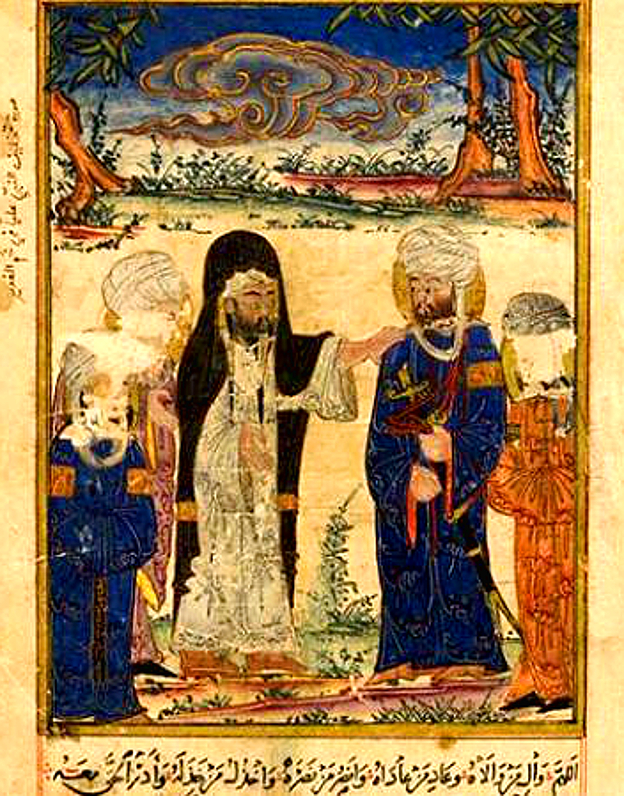
Investidura d'Alí ibn Abi-Tàlib

La revolta d'Àïxa bint Abi-Bakr, Talha i Az-Zubayr ibn al-Awwam el va obligar a combatre, i esclatà la Primera Guerra civil islàmica. Els tres caps rebels amb uns centenars de soldats van marxar cap a Iraq, on esperaven trobar suports i diners. Van ocupar Bàssora, però Alí va reunir tropes a Kufa i va avançar cap a Bàssora; hi va haver negociacions, però finalment va esclatar la batalla coneguda per Batalla del Camell el 9 de desembre del 656, durant la qual Talha i Az-Zubayr van ser morts i Àïxa obligada a residir en endavant a Medina.
Va intentar fer entrar en raó Muàwiya, que encara no s'havia declarat obertament en rebel·lió, però no el reconeixia. El governador de Síria va exigir el lliurament dels assassins d'Uthman per tal d'exercir la venjança establerta a favor dels parents propers establerta per l'Alcorà sobre aquells que maten algú injustament, però Alí va declarar que la mort d'Uthman havia estat justa per les seves arbitrarietats. Això va produir el trencament, de forma que els dos grups, amb llurs exèrcits, es van concentrar a la plana de Siffin i es van produir lluites parcials, però el juny o juliol del 657 es va acordar una treva; finalment el combat es va produir el 28 de juliol del 657. Muàwiya portava la pitjor part, i ja havien mort uns setanta mil soldats, quan fou aconsellat per Amr ibn al-As de penjar fulls de l'Alcorà a les llances dels seus soldats, la qual cosa fou considerada una invitació a resoldre el conflicte consultant el llibre sant; la qüestió fou sotmesa a arbitratge.
El nomenament d'àrbitres va recaure en Abu-Mussa al-Aixarí per part d'Alí i en Amr ibn al-As per part de Muàwiya (agost del 657). Es jutjava si els actes d'Uthman podien ser considerats arbitraris i, per tant, la seva mort justa, o no. Un arbitratge encarregat a persones tenia molta oposició perquè alguns versos de l'Alcorà encarreguen aquesta amena de decisions a Déu. Els que es van oposar a l'arbitratge en el bàndol d'Alí es van dir harurites perquè es van quedar a Harura, prop de Kufa. Alí en va convèncer una part, però la resta, units a altres opositors de Bàssora, es van reagrupar a An-Nahrawan i foren anomenats khawàrij (kharigites).
El febrer del 658 s'havia d'anunciar el resultat de l'arbitratge en un lloc incert entre Iraq i Síria. Sembla que en realitat hi va haver dues reunions, l'una a Dúmat al-Jafal (moderna Djof) el febrer del 658 i una posterior a Adhruh, entre Maan i Petra, el gener del 659. El veredicte en la primera trobada no fou fet públic, encara que sí que fou comunicat a les dues parts i, pel que sabem dels esdeveniments posteriors, fou evidentment desfavorable a Alí.
Alí va reunir tropes. Va arribar a Al-Anbar i es va dirigir a An-Nahrawan per tal de destruir primer el focus de rebel·lia dels kharigites. Mentre Alí feia això, Muàwiya es va apoderar d'Egipte (juliol del 658). Els kharigites exigien a Alí que reconegués haver fet un acte d'impietat (kufr) en haver acceptat l'arbitratge, però Alí va refusar fer-ho; va prometre l'aman ('perdó') a aquells que es rendissin i el 17 de juliol del 658 es va lliurar la batalla que en realitat —per la disparitat de les forces en combat— fou una massacre, de la qual Alí després es va penedir. Entre els kharigites morts hi havia molts creients sincers. Aquest fet va fer augmentar les defeccions que ja s'havien iniciat, fins al punt que Alí va haver de tornar a Kufa renunciant a la campanya.
En la reunió d'Adhruh, el gener del 659, es va fer públic el veredicte: Uthman havia estat assassinat injustament. Es suggeria l'elecció d'un nou califa sense plantejar ni tan sols la continuïtat d'Alí. Aleshores, els àrbitres van proposar descartar per al califat Alí i Muàwiya i deixar l'elecció a una comissió; ara bé, en la pràctica, es va donar suport a Muàwiya. Aquest va enviar expedicions a Khurasan i la part oriental de conquestes àrabs islàmiques, però foren rebutjades; una revolta pro omeia, és a dir, a favor de Muàwiya, a Fars, fou reprimida pel governador, Ziyad ibn Abihi, que era fidel a Alí (659). El 660, Medina i la Meca foren ocupades pel general omeia Buixr ibn Artat, que va seguir avançant cap al Iemen.

## La mort d'Alí

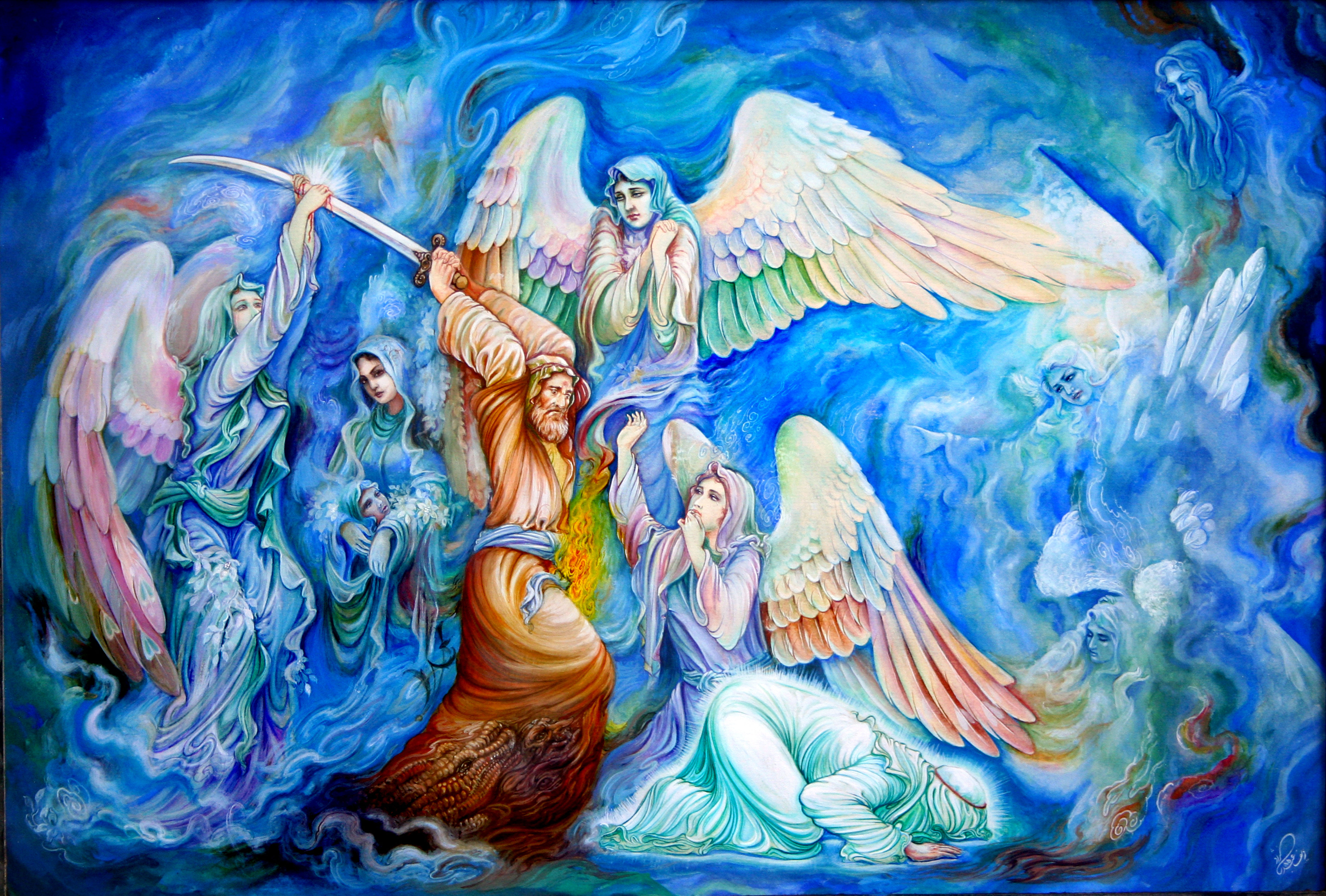
Assassinat d'Ali ibn Abi Talib - Pintor: Yousef Abdinejad

Un kharigita anomenat Abd-ar-Rahman ibn Múljam al-Muradí, en venjança per la matança d'An-Nahrawan, va ferir Alí amb una espasa enverinada a la porta d'una mesquita a Kufa, residència del califa, el 25 de gener del 661. Alí va sobreviure a l'atac dos dies més i va morir als 62 o 63 anys. Fou enterrat en un lloc secret que en temps d'Harun ar-Raixid fou identificat com un llogaret proper a Kufa, on va sorgir un santuari que va donar origen a la ciutat de Najaf o An-Najaf.
Alí gaudeix de gran popularitat en el món musulmà, especialment entre els xiïtes, que el consideren el primer imam. El seu mausoleu, objecte de gran veneració en els pelegrinatges xiïtes, es troba a la ciutat de Najaf.